# NGC 6890
NGC 6890 (другие обозначения — PGC 64446, ESO 284-54, MCG −7-41-23, IRAS20148-4457) — спиральная галактика с перемычкой (SBb) в созвездии Стрелец.
Галактика обладает активным ядром и относится к сейфертовским галактикам типа II
Этот объект входит в число перечисленных в оригинальной редакции «Нового общего каталога».